# Rue Montaudouine
La rue Montaudouine est une voie de Nantes (Loire-Atlantique), en France.

## Situation et accès
Située dans le centre-ville de Nantes, la rue Montaudouine relie le quai de la Fosse à la rue Flandres-Dunkerque-40. Elle se présente sous la forme de deux sections bitumées et ouverte à la circulation automobile, dont l'extrémité ouest s'ouvre par un porche. À la jonction de ses deux segments, elle communique à la rue de l'Héronnière par un cheminement piétonnier. Elle communique avec la rue des Vignes.

## Origine du nom
Le nom actuel de la rue fait référence aux Montaudouin, famille d'armateurs et de négociants, dont l'un des membres était propriétaire d'un immeuble sur cette artère.

## Historique
Jean Gabriel Montaudouin, un membre de la cinquième génération de cette riche famille apparue à Nantes au XVIIe siècle, est né en 1722. Au milieu du XVIIIe siècle, cet armateur s'installe dans un hôtel particulier de la rue. Lorsqu'il meurt, en 1786, le nom de la voie est changé pour rappeler sa mémoire. L'immeuble conserve, au-dessus de sa porte, un cartouche d'origine, mais les lettres de la famille ont été remplacées par les initiales LF, de la compagnie Loire Fluviale, qui a occupé ultérieurement le bâtiment.
En 1819, un propriétaire demande l'installation de bornes afin de protéger sa maison contre les roues de voitures. En effet, la voie n'avait à cette époque que 3,25 mètres de large.

## Voies perpendiculaires secondaires

### Rue des Vignes
Cette petite artère, qui a porté le nom de « rue du Mauvais-Détour », permet, depuis la rue Montaudouine de rejoindre la rue Maurice-Sibille après avoir gravi un escalier. Son nom rappelle l'existence jadis de vignes sur le coteau qui bordait la Loire.
Localisation : 47° 12′ 37″ N, 1° 33′ 54″ O